# Joel Sherman
Joel Sherman (né en 1962) est un joueur américain de Scrabble. Il a remporté le Championnat du monde de Scrabble anglophone en 1997 et est l'un des joueurs ayant remporté le Championnat du monde et le Championnat des États-Unis.
En 1997, Sherman s'est qualifié pour la finale avec 16 victoires pour 4 perdues. Dans la finale, il a rencontré Matt Graham, également des États-Unis qui avait gagné 15 parties. Dans la finale, Sherman menait 2 manches à 1 et lors de la 4e manche, Graham a essayé le mot FLEXERS qui n'est pas valable en anglais, et a été contesté par Sherman. Sherman a gagné la dernière partie 410 à 324. Sherman a été également le champion dAmerique du nord en 2002 et 2018, le vainqueur de l'International de Thaïlande en 1998 et le vice-champion du monde en 1995, face à David Boys de Canada. 
Joel Sherman est fréquemment appelé G. I. Joel, le G. I. venant de gastro-intestinal parce qu'il a la maladie reflux gastro-œsophagien.

## Palmarès
- Or : Championnat  du monde : 1997
- Or : North American Scrabble Championship : 2002
- Or : North American Scrabble Championship : 2018
- Or : Brand's Crossword game King's Cup : 1998
- Argent : Championnat du monde : 1995
- Bronze : North American Scrabble Championship : 2014

| Année | World SC | North-American SC | King's cup |
| ----- | -------- | ----------------- | ---------- |
| 1989  |          | 76e               |            |
| 1990  |          | 67e               |            |
| 1991  | ___      |                   |            |
| 1992  |          | 33e               |            |
| 1993  | 10e      |                   |            |
| 1994  |          | 18e               |            |
| 1995  | Argent   |                   |            |
| 1996  |          | 29e               |            |
| 1997  | Or       |                   |            |
| 1998  |          | 11e               | Or         |
| 1999  | 15e      |                   |            |
| 2000  |          | 14e               | 18e        |
| 2001  | 51e      |                   |            |
| 2002  |          | Or                |            |
| 2003  | ___      |                   |            |
| 2004  |          | 81e               |            |
| 2005  | 19e      | 26e               |            |
| 2006  |          | 32e               |            |
| 2007  | ___      | 45e               |            |
| 2008  |          | ___               |            |
| 2009  | ___      | ___               |            |
| 2010  |          | ___               |            |
| 2011  | 29e      | 14e               |            |
| 2012  |          | ___               |            |
| 2013  |          | 20e               |            |
| 2014  |          | Bronze            |            |
| 2015  |          | 9e                |            |
| 2016  |          | 5e                |            |
| 2017  |          | ___               |            |
| 2018  |          | Or                |            |